# Alto Verá
Alto Verá ist ein Distrikt im Departamento Itapúa von Paraguay und wurde am 20. Dezember 1984 unter dem Namen Doña Heriberta Stroessner de Iglesias gegründet.
Der Distrikt Alto Verá erstreckt sich über eine Fläche von 1.114 km² und hat etwa 13.500 Einwohner. Er wird umgeben von den Nachbardistrikten San Pedro del Paraná, Obligado, Bella Vista, Pirapó und Itapúa Poty sowie im Norden, getrennt durch den Río Tebicuary, von dem Departamento Caazapá.